# قائمة أنواع الحشف
يوجد عدة أنواع من جنس اللانتانا:	    
- لانتانا أريستغياتية (الاسم العلمي: Lantana aristeguietae)
- لانتانا أفريقية (الاسم العلمي: Lantana africana)
- لانتانا أنغولية (الاسم العلمي: Lantana angolensis)
- لانتانا أوكامبية (الاسم العلمي: Lantana ukambensis)
- لانتانا إبرية (الاسم العلمي: Lantana aculeata)
- لانتانا إنتريوسية (الاسم العلمي: Lantana entrerriensis)
- لانتانا باستازية (الاسم العلمي: Lantana pastazensis)
- لانتانا بالانسية (الاسم العلمي: Lantana balansae)
- لانتانا باهامية (الاسم العلمي: Lantana bahamensis)
- لانتانا بلسمية (الاسم العلمي: Lantana balsamifera)
- لانتانا بنفسجية (الاسم العلمي: Lantana purpurea)
- لانتانا بيضاء الثمار (الاسم العلمي: Lantana leucocarpa)
- لانتانا بيضاء شاحبة (الاسم العلمي: Lantana hypoleuca)
- لانتانا بيضاء ناصعة (الاسم العلمي: Lantana nivea)
- لانتانا بيضوية الأوراق (الاسم العلمي: Lantana ovatifolia)
- لانتانا ترياقية (الاسم العلمي: Lantana antidotalis)
- لانتانا تشياباسية (الاسم العلمي: Lantana chiapasensis)
- لانتانا تلكارية (الاسم العلمي: Lantana tilcarensis)
- لانتانا ثلاثية الأوراق (الاسم العلمي: Lantana trifolia)
- لانتانا جاليسكانية (الاسم العلمي: Lantana jaliscana)
- لانتانا جامايكية (الاسم العلمي: Lantana jamaicensis)
- لانتانا جربية الأزهار (الاسم العلمي: Lantana scabiosiflora)
- لانتانا جزيرية (الاسم العلمي: Lantana insularis)
- لانتانا جعيداء (الاسم العلمي: Lantana rugulosa)
- لانتانا جميلة (الاسم العلمي: Lantana pulchra)
- لانتانا جنجلية الشكل (الاسم العلمي: Lantana humuliformis)
- لانتانا حرشفية (الاسم العلمي: Lantana scabrida)
- لانتانا حمراء (الاسم العلمي: Lantana rubra)
- لانتانا خشنة (الاسم العلمي: Lantana rugosa)
- لانتانا رأس الرجاء (الاسم العلمي: Lantana capensis)
- لانتانا رباطية (الاسم العلمي: Lantana viburnoides)
- لانتانا رباعية الزوايا (الاسم العلمي: Lantana tetragona)
- لانتانا رشيقة (الاسم العلمي: Lantana gracilis)
- لانتانا ريدليانية (الاسم العلمي: Lantana riedeliana)
- لانتانا زاحفة (الاسم العلمي: Lantana reptans)
- لانتانا سواتية (الاسم العلمي: Lantana soatensis)
- لانتانا سويقية (الاسم العلمي: Lantana peduncularis)
- لانتانا شائعة (الاسم العلمي: Lantana vulgaris)
- لانتانا شامسوانية (الاسم العلمي: Lantana chamissonis)
- لانتانا شبكية (الاسم العلمي: Lantana reticulata)
- لانتانا شبه قلبية (الاسم العلمي: Lantana subcordata)
- لانتانا شعثاء (الاسم العلمي: Lantana hirta)
- لانتانا صغيرة الأوراق (الاسم العلمي: Lantana parvifolia)
- لانتانا صغيرة الثمار (الاسم العلمي: Lantana microcarpa)
- لانتانا صغيرة السداة (الاسم العلمي: Lantana micrantha)
- لانتانا صفصافية الأوراق (الاسم العلمي: Lantana salicifolia)
- لانتانا صلبة (الاسم العلمي: Lantana robusta)
- لانتانا ضيقة الأوراق (الاسم العلمي: Lantana angustifolia)
- لانتانا ضيقة القنابيات (الاسم العلمي: Lantana angustibracteata)
- لانتانا عذقية (الاسم العلمي: Lantana corymbosa)
- لانتانا عرموشية (الاسم العلمي: Lantana radula)
- لانتانا عصيفية الأوراق (الاسم العلمي: Lantana achyranthifolia)
- لانتانا غثة (الاسم العلمي: Lantana strigosa)
- لانتانا غريبة (الاسم العلمي: Lantana xenica)
- لانتانا فبريجي (الاسم العلمي: Lantana fiebrigii)
- لانتانا فلوريدية (الاسم العلمي: Lantana floridana)
- لانتانا فورموزا (الاسم العلمي: Lantana formosa)
- لانتانا فيرونيكية الأوراق (الاسم العلمي: Lantana veronicifolia)
- لانتانا قراصانية (الاسم العلمي: Lantana urticoides)
- لانتانا قراصية الشكل (الاسم العلمي: Lantana urticiformis)
- لانتانا قلبية القنابيات (الاسم العلمي: Lantana cordatibracteata)
- لانتانا قلمرية (الاسم العلمي: Lantana coimbrensis)
- لانتانا قليلة الأزهار (الاسم العلمي: Lantana pauciflora)
- لانتانا قنابية (الاسم العلمي: Lantana involucrata)
- لانتانا كاتنغية (الاسم العلمي: Lantana caatingensis)
- لانتانا كاراكاسية (الاسم العلمي: Lantana caracasana)
- لانتانا كبيرة الأسنان (الاسم العلمي: Lantana grossiserrata)
- لانتانا كبيرة القنابيات (الاسم العلمي: Lantana magnibracteata)
- لانتانا كثيرة الشوك (الاسم العلمي: Lantana horrida)
- لانتانا كوبية (الاسم العلمي: Lantana cubensis)
- لانتانا كوستاريكية (الاسم العلمي: Lantana costaricensis)
- لانتانا كوكبية (الاسم العلمي: Lantana verticillata)
- لانتانا كولومبية (الاسم العلمي: Lantana colombiana)
- لانتانا كوهابية (الاسم العلمي: Lantana cujabensis)
- لانتانا لامعة (الاسم العلمي: Lantana splendens)
- لانتانا لذيذة (الاسم العلمي: Lantana amoena)
- لانتانا لزجة (الاسم العلمي: Lantana viscosa)
- لانتانا لوندية (الاسم العلمي: Lantana lundiana)
- لانتانا لينة (الاسم العلمي: Lantana mollis)
- لانتانا ليوناردية (الاسم العلمي: Lantana leonardorum)
- لانتانا مبيضة (الاسم العلمي: Lantana canescens)
- لانتانا متبدلة (الاسم العلمي: Lantana mutabilis)
- لانتانا متجذرة (الاسم العلمي: Lantana radicans)
- لانتانا متحولة (الاسم العلمي: Lantana demutata)
- لانتانا متسلقة (الاسم العلمي: Lantana scandens)
- لانتانا متعددة الأزهار (الاسم العلمي: Lantana multiflora)
- لانتانا متموجة (الاسم العلمي: Lantana undulata)
- لانتانا مجعدة (الاسم العلمي: Lantana crispa)
- لانتانا محروثة (الاسم العلمي: Lantana exarata)
- لانتانا محمرة (الاسم العلمي: Lantana fucata)
- لانتانا مخملية (الاسم العلمي: Lantana velutina)
- لانتانا مزيفة (الاسم العلمي: Lantana notha)
- لانتانا مسطحة الأوراق (الاسم العلمي: Lantana planifolia)
- لانتانا مشرقة (الاسم العلمي: Lantana lucida)
- لانتانا مصفرة (الاسم العلمي: Lantana flava)
- لانتانا مضجعة (الاسم العلمي: Lantana prostrata)
- لانتانا مطروحة (الاسم العلمي: Lantana subtracta)
- لانتانا مقوسة (الاسم العلمي: Lantana camara)
- لانتانا مقوسة نحيفة (الاسم العلمي: Lantana strigocamara)
- لانتانا مليسية الرائحة (الاسم العلمي: Lantana melissiodorifera)
- لانتانا منخفضة (الاسم العلمي: Lantana depressa)
- لانتانا منفرجة (الاسم العلمي: Lantana obtusata)
- لانتانا منقطة (الاسم العلمي: Lantana punctulata)
- لانتانا مونتيفيديوية (الاسم العلمي: Lantana montevidensis)
- لانتانا نهرية (الاسم العلمي: Lantana megapotamica)
- لانتانا هجينة (الاسم العلمي: Lantana mista)
- لانتانا هلباء (الاسم العلمي: Lantana hirsuta)
- لانتانا هندية (الاسم العلمي: Lantana indica)